# Wilhelm Jordan (écrivain)
Pour les articles homonymes, voir Wilhelm Jordan et Jordan.
Carl Friedrich Wilhelm Jordan (né le 8 février 1819 à Insterbourg, en Prusse-Orientale et mort le 25 juin 1904 à Francfort-sur-le-Main) est un écrivain et homme politique prussien.

## Biographie
En tant que fils du pasteur Carl August Jordan (de), Jordan étudie à l'école Frédéric de Gumbinnen et l'école provinciale royale lituanienne de Tilsit. À partir de 1838, il étudie la théologie protestante à l'Université de Königsberg et devient actif dans le Corps Littuania. Ses amis d'étude comprennent les libéraux Rudolf Gottschall et Ferdinand Gregorovius. Lors de la cérémonie d'hommage au couple royal prussien, Jordan et Gregorovius récitent les poèmes de bienvenue au nom du corps étudiant. Inspiré par Ludwig Feuerbach et Georg Wilhelm Friedrich Hegel, il abandonne la profession de prédicateur et se tourne vers la philosophie et les sciences naturelles. Pendant le doctorat honorifique de Franz Liszt, il place une casquette avec un Albertus (de) doré sur la tête du compositeur surpris et lui dédie une fleur de la poésie allemande:
Die Jünger selbst des Kant und Hegel
Erwärmtest Du zu lichter Glut.
Sie schmückten in der Stadt am Pregel
Dein Haupt mit einem Doktorhut.
Après son doctorat à l'Université Albertus (1842), il se rend à Berlin pour travailler comme écrivain. Expulsé de la ville en 1843 à cause d'écrits anti-chrétiens-libéraux, il s'installe à Leipzig. En 1845/46, il publie la revue Die begriffene Welt. En raison de ses activités politiques, Jordan est expulsé de Leipzig en 1846 après la visite du prince Jean à Leipzig en août 1845 (de). Il se rend à Brême et travaille pour le Bremer Zeitung (de). Il est parfois son correspondant à Berlin et à Paris.
Du 18 mai 1848 au 20 mai 1849, Jordan, considéré comme un libéral, est député de Freienwalde au Parlement de Francfort, qu'il qualifie de « grande université de sa vie ». Appartenant à l'origine à la gauche, il rejoint finalement Heinrich von Gagern et plaide pour un petit empire allemand sous la direction prussienne. C'est pour cette raison que, dans un discours du 24 juillet 1848, il se prononce contre le rétablissement d'un État national polonais indépendant et contre le soutien à la lutte polonaise pour la liberté. Dans ce contexte, en raison de la « supériorité de la tribu allemande sur la plupart des tribus slaves », il prône un « égoïsme populaire (de) sain », c'est-à-dire une division de la Pologne, terme qui devient rapidement un slogan qui trouve un adversaire en Robert Blum, mais qui connaît une formation de réaction dans le nationalisme polonais sous la forme de l' « égoïsme national » et s'exprime politiquement de la manière la plus efficace chez Roman Dmowski. Jordan est également conseiller naval au ministère du Commerce du Reich et participa à la construction d'une flotte impériale. Après sa retraite, il effectue de nombreuses tournées de conférences, notamment pour vulgariser son Nibelungenlied. L'un d'eux l'emmène aux États-Unis en 1871.

## Œuvres
- Irdische Phantasien (Gedichte, 1842)
- Schaum (Gedichte, 1846)
- Demiurgos (Mysterium, 1852)
- Die Witwe des Agis (Drama, 1857)
- Nibelunge (Epos, 1867–68)
- Durchs Ohr (Lustspiel, 1870)
- Strophen und Stäbe (Gedichte, 1871)
- Artur Arden (Drama, 1872)
- Hildebrandts Heimkehr (Epos, 1874)
- Epische Briefe (1876)
- Andachten (Gedichte, 1877)
- Sein Zwillingsbruder (Lustspiel, 1883)
- Tausch enttäuscht (Lustspiel, 1884)
- Die Sebalds: Roman aus der Gegenwart (Roman, 2 Volumes, 1885)
- Zwei Wiegen (Roman, 1887)
- Feli Dora (Versnovelle, 1889)
- Edda-Übersetzung (1889) (Neuausgabe Arun-Verlag (de), Engerda 2002,  (ISBN 3-935581-03-3)
- Deutsche Hiebe (Gedichte, 1891)
- Die Liebesleugner (Lustspiel, 1892)
- Liebe, was du lieben darfst (Lustspiel, 1892)
- Letzte Lieder (Gedichte, 1892)
- Demiurgos. Ein Mysterium. Sechstes Buch (1854). Leipzig 1999. Stirneriana Heft 16.  (ISBN 3-933287-29-4)

## Honneurs
- Membre de l'évêché libre allemand (de)
- Jordanstrasse à Francfort-Bockenheim
- Citoyen d'honneur d'Insterbourg à l'occasion de son 80e anniversaire